# Schachten (Grebenstein)
Das Dorf Schachten ist ein Stadtteil der nordhessischen Kleinstadt Grebenstein im Landkreis Kassel. Das Dorf wird vom Maibach durchflossen und liegt etwa zwei Kilometer westsüdwestlich der Kernstadt an der Kreisstraße 50. Der Flughafen Kassel-Calden liegt etwa drei Kilometer südlich.

## Geschichte

### Ursprünge
Der Ort wird erstmals als „Scaftun“ in einer Urkunde des Klosters Corvey aus der Zeit zwischen 856 und 866 erwähnt. Die Siedlung dürfte jedoch erheblich älter sein, denn die sprachlichen Wurzeln des Ortsnamens lassen sich nicht den sächsisch-fränkischen Siedlungsgründungen des 8. und 9. Jahrhunderts zuordnen, sondern deuten, wie auch bei fünf anderen Siedlungen im Tal der Esse, auf die Zeit der Chatten. In späteren Urkunden, die in den Archiven der Klöster Hasungen und Helmarshausen zu finden sind, wird der Ortsname u. a. als „Schatun“ und „Scahten“ angegeben. Erst eine Urkunde von 1303 im Archivbestand des Klosters Helmarshausen zeigt schließlich eine Schreibweise, Obernschachten, die der Heutigen sehr nahekommt.

### Ortsadel
Das Dorf und das örtliche Adelsgeschlecht der Herren von Schachten tauchen gemeinsam zum ersten Male in einer Urkunde aus dem Jahre 1239 auf. Die Herren von Schachten waren ursprünglich Dienstmannen der Edelherren von Schöneberg und besaßen Vogteirechte und Teile der Feldflur um Schachten als Lehen bzw. Afterlehen von den Herren von Schöneberg. Ihr Allodialbesitz war bescheiden, und große Teile ihres Besitzes stammten aus Belehnungen durch das Damenstift Heerse, dessen Erbkämmerer sie 1246 wurden. 1303 erhielten sie von den Schönebergern die Vogtei über Schachten, ebenfalls als Heerser Afterlehen. Ab 1339 waren sie als Burgmannen und Amtleute in landgräflich hessischen Diensten.

### Wüstung und Neubesiedlung
Im ersten Viertel des 15. Jahrhunderts, als es in der Endphase der machtpolitischen Auseinandersetzungen zwischen dem Erzbistum Mainz und der Landgrafschaft Hessen um die Vorherrschaft in Nieder- und Oberhessen auch im Raum Hofgeismar-Grebenstein zu Kampfhandlungen, Brandschatzungen und Plünderungen kam, verließen die Bewohner Schachtens ihr Dorf und nahmen Zuflucht in der befestigten landgräflichen Stadt Grebenstein. Spätestens im Jahre 1455 ist Schachten als Wüstung bekundet. Bemerkenswert ist allerdings, dass die Schachtener Bauern, wie aus Eintragungen im Salbuch von Grebenstein hervorgeht, immer großen Wert darauf legten, weiterhin als eine eigenständige Bauerschaft angesehen zu werden, die nur vorübergehend und der unsicheren Zeiten wegen in Grebenstein wohnte und von dort aus ihre Felder bestellte.
Tatsächlich begann die Wiederbesiedlung der alten Ortslage bereits um 1570, nachdem Wüstung und Bauernschaft Schachten in den Besitz der Landgrafschaft Hessen übergegangen waren. Im Jahre 1584 wird bekundet, dass wieder ein Pfarrer Dienste in der Kirche und der Pfarrei versieht, und ein Jahr später verzeichnet das Dorfbuch der Landgrafschaft sechs Haushalte in Schachten.
Der Dreißigjährige Krieg brachte noch einmal sehr viel Not über die Gegend um Grebenstein und Hofgeismar, und noch im Jahre 1747 wurden nur insgesamt 20 Feuerstellen im Dorf gezählt. Erst im 19. Jahrhundert nahm die Einwohnerzahl wieder zu, und im Jahre 1895 wurden 176 Dorfbewohner gezählt. 1939 gab es 296 Einwohner. Als das Dorf 1970 Teil von Grebenstein wurde, hatte es 430 Einwohner.

### Einwohnerzahlentwicklung
| • 1585: | 6 Haushalte     |
| • 1747: | 20 Feuerstellen |

| Schachten: Einwohnerzahlen von 1834 bis 2015 | Schachten: Einwohnerzahlen von 1834 bis 2015 | Schachten: Einwohnerzahlen von 1834 bis 2015 | Schachten: Einwohnerzahlen von 1834 bis 2015 | Schachten: Einwohnerzahlen von 1834 bis 2015 |
| --- | -------------------------------------------- | -------------------------------------------- | -------------------------------------------- | -------------------------------------------- |
| Jahr |                                              |                                              |                                              | Einwohner                                    |
| 1834 | 1834                                         |                                              | 225                                          | 225                                          |
| 1840 | 1840                                         |                                              | 233                                          | 233                                          |
| 1846 | 1846                                         |                                              | 271                                          | 271                                          |
| 1852 | 1852                                         |                                              | 251                                          | 251                                          |
| 1858 | 1858                                         |                                              | 239                                          | 239                                          |
| 1864 | 1864                                         |                                              | 263                                          | 263                                          |
| 1871 | 1871                                         |                                              | 246                                          | 246                                          |
| 1875 | 1875                                         |                                              | 246                                          | 246                                          |
| 1885 | 1885                                         |                                              | 219                                          | 219                                          |
| 1895 | 1895                                         |                                              | 212                                          | 212                                          |
| 1905 | 1905                                         |                                              | 255                                          | 255                                          |
| 1910 | 1910                                         |                                              | 280                                          | 280                                          |
| 1925 | 1925                                         |                                              | 271                                          | 271                                          |
| 1939 | 1939                                         |                                              | 296                                          | 296                                          |
| 1946 | 1946                                         |                                              | 504                                          | 504                                          |
| 1950 | 1950                                         |                                              | 522                                          | 522                                          |
| 1956 | 1956                                         |                                              | 487                                          | 487                                          |
| 1961 | 1961                                         |                                              | 432                                          | 432                                          |
| 1967 | 1967                                         |                                              | 417                                          | 417                                          |
| 2013 | 2013                                         |                                              | 367                                          | 367                                          |
| 2014 | 2014                                         |                                              | 353                                          | 353                                          |
| 2015 | 2015                                         |                                              | 349                                          | 349                                          |
| Datenquelle: Historisches Gemeindeverzeichnis für Hessen: Die Bevölkerung der Gemeinden 1834 bis 1967. Wiesbaden: Hessisches Statistisches Landesamt, 1968. Weitere Quellen: 2013, 2014, 2015: |                                              |                                              |                                              |                                              |

### Verwaltung und Rechtsprechung
Schachten war ein zu einem Rittergut gehöriges sogenanntes Adelsdorf, im 18. Jahrhundert das einzige im Amt Grebenstein (die anderen sechs waren landesherrliche Dörfer). Besitzer waren weiterhin die Herren von Schachten, die das „landtagsfähige“ Rittergut Schachten besaßen, womit sie Mitglieder der hessischen Ritterschaft waren, mit aktivem und passivem Wahlrecht zur ritterschaftlichen Kurie des Landtages und mit Zugang zu privilegierten Versorgungsanstalten für unverheiratete Töchter. Der Gutsherr war Ortsobrigkeit, während es in landesherrlichen Dörfern der Grebe war. Ansonsten entsprach die „Dorfverfassung“ in etwa derjenigen der landesherrlichen Dörfer. Die Dorfbewohner unterstanden dem Patrimonialgericht, das vom Gutsherrn oder einem bürgerlichen, juristisch ausgebildeten Justitiar gehalten wurde. In Verwaltungsangelegenheiten hatten sie das Recht, sich an den Amtschultheißen in Grebenstein zu wenden, der eine allgemeine Aufsichtsfunktion auch über das Adelsgut ausübte.

### Neuere Geschichte
Die Eckdaten der neueren Dorfgeschichte gleichen denen vieler Dörfer. Im Jahre 1912 wurde ein ein-klassiges Schulhaus gebaut. 1920 kam die erste elektrische Leitung ins Dorf, 1926 die erste Telefonleitung. 1931 wurde eine Poststelle eingerichtet, und 1934 wurde eine Freiwillige Feuerwehr gegründet. 1949 wurde eine zentrale Trinkwasserversorgung angelegt. 1962 wurde die Dorfschule geschlossen; die Schüler besuchten nunmehr die Schule in Grebenstein. Aus der alten Schule wurde 1964 ein Dorfgemeinschaftshaus. 1965 wurden Wasser- und Abwasserleitungen gebaut und eine Müllabfuhr eingerichtet. 1968 wurde die durch das Dorf führende Kreisstraße asphaltiert und im Dorf selbst wurden Gehwege angelegt.
Am 1. Oktober 1970 wurde Schachten im Zuge der Gebietsreform in Hessen auf freiwilliger Basis in die Kleinstadt Grebenstein eingegliedert.
Im Jahr 1999 wurde eine Gasleitung ins Dorf gelegt.

## Kulturdenkmäler
Für die unter Denkmalschutz stehenden Kulturdenkmäler des Ortes siehe die Liste der Kulturdenkmäler in Schachten.

### Rittergut Schachten

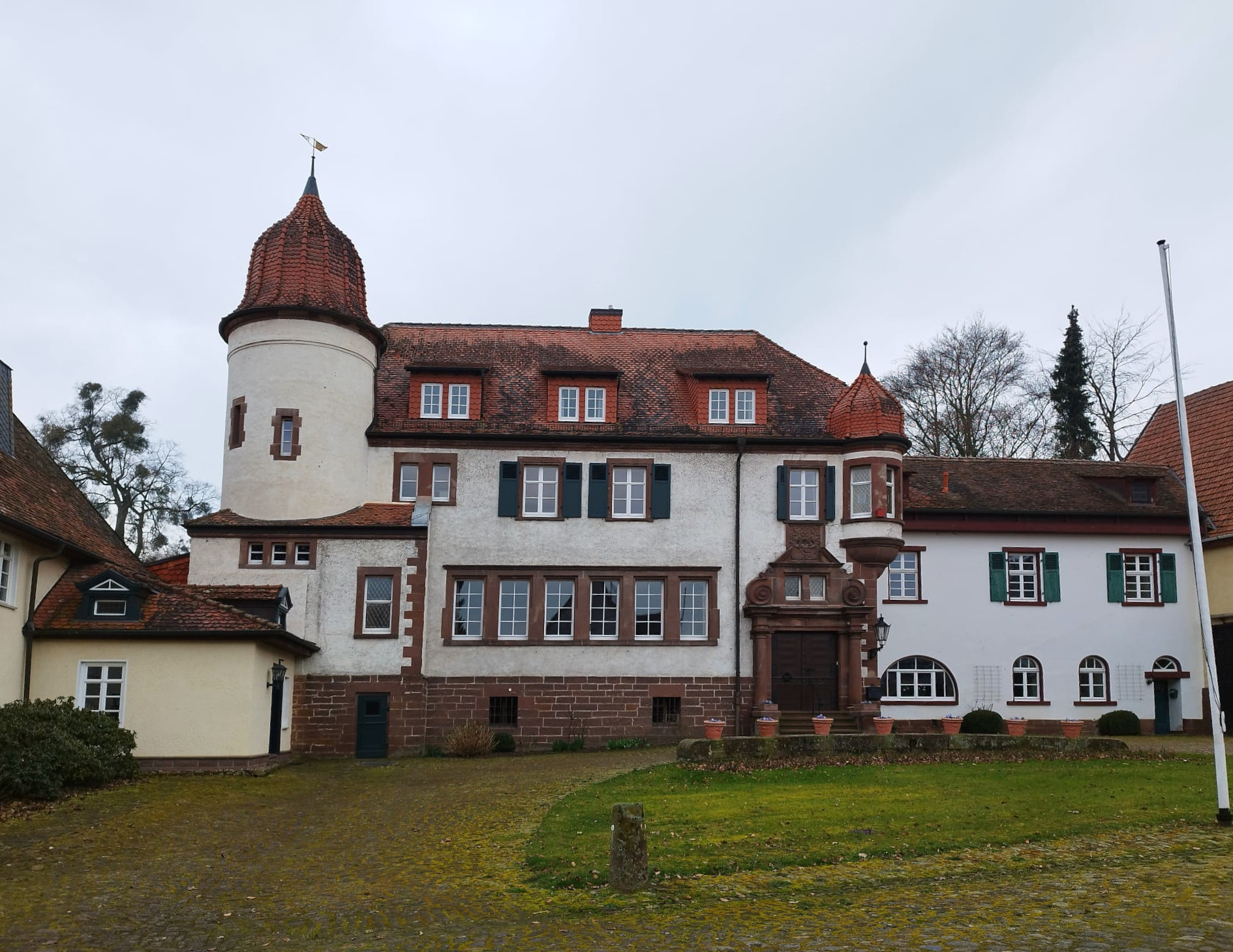
Rittergut Schachten – Herrenhaus mit Treppenturm

Die Herren von Schachten bauten nach dem Ende des Dreißigjährigen Krieges ihr Gut in Schachten wieder auf; der Herrenhof und das Scheunengebäude am Hofeingang stammen aus dem ausgehenden 17. Jahrhundert. Heute steht die am Westrand des Dorfes befindliche Gutsanlage, die noch immer als landwirtschaftlicher Großbetrieb bewirtschaftet wird, mit allen wesentlichen Gebäuden unter Denkmalschutz. Der im 19. Jahrhundert errichtete Gutshof ist ein hessisches Kulturdenkmal.

## Naturdenkmäler
- „Gerichtslinde bei Schachten“ Sommerlinde zwischen Schachten und Grebenstein auf einer Wiese südlich der K 50.
- Eiche am Ortsrand an der Caldener Straße; laut Beschilderung, „1000-jährige“ Eiche
- Eiche am Waldrand mit einem Brusthöhenumfang von 6,62 m (2016).[9]
- Baumgruppe (1 Walnuss, 2 Edelkastanien), ca. 300 m südwestlich des Ortsrandes auf einer Feldholzinsel in einem Acker.

Siehe: Liste der Naturdenkmale in Grebenstein

## Umweltaspekte
Gegen einen zwischen Schachten und Westuffeln geplanten neuen Kalksteinbruch gibt es zunehmend Bedenken seitens der Bevölkerung. In der Gemarkung Westuffeln, aber auch etwa 100 Meter in die Gemarkung Schachten hinein reichend, ist ein 57 ha großes Gebiet für einen Abbauzeitraum von 40 Jahren geplant. Der Abbau soll an Wochentagen bis 22 Uhr erlaubt werden. Die Verkehrsanbindung soll über eine neue und zunächst parallel zur Bundesstraße 7 verlaufende Zufahrtsstraße etwa 150 Meter vor der Bundesstraße auf die Kreisstraße 50 führen. Das außerordentlich große geplante Abbaugebiet würde das Ende eines Naturpanoramas und Naherholungsgebietes bedeuten.

## Söhne und Töchter des Orts
- Dietrich von Schachten (um 1445–1503), Amtmann und Geheimer Rat in landgräflich-hessischen Diensten, Autor einer Reisebeschreibung nach Palästina im Jahre 1491, als Begleiter des Landgrafen Wilhelm I. von Hessen; geboren in Schachten.
- Claudia Schreiber (* 1958), Autorin, geboren in Schachten.